# Distretto di Vraca
Il distretto di Vraca (in bulgaro Област Враца?) è uno dei 28 distretti della Bulgaria situato nella parte nord-occidentale del paese al confine con la Romania dalla quale lo separa il Danubio.
La città principale (e capoluogo) è Vraca, altre città rilevanti sono Bjala Slatina, Kozloduj, Krivodol, Mezdra, Mizija, Orjahovo e Roman.

## Comuni

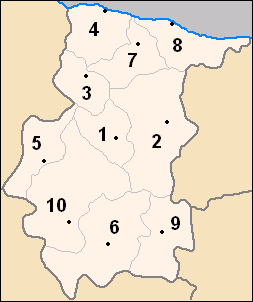
Comuni della regione

Il distretto è diviso in 10 comuni:
| Comune        | Bulgaro      | Pop.   |
| ------------- | ------------ | ------ |
| Borovan       | Борован      | 6.052  |
| Bjala Slatina | Бяла Слатина | 29.535 |
| Hajredin      | Хайредин     | 5.555  |
| Kozloduj      | Козлодуй     | 22.490 |
| Krivodol      | Криводол     | 9.702  |
| Mezdra        | Мездра       | 23.936 |
| Mizija        | Мизия        | 8.358  |
| Orjahovo      | Оряхово      | 13.824 |
| Roman         | Роман        | 6.878  |
| Vraca         | Враца        | 91.535 |